# Fundació Emili Darder
Fundació Emili Darder és una fundació cultural creada a Palma el 1987 pels professors, intel·lectuals i polítics nacionalistes Sebastià Serra Busquets, Damià Pons i Pons i Mateu Morro, en homenatge a Emili Darder Cànaves.
El seu objectiu és el foment de la cultura pròpia de Mallorca a través de la publicació de llibres, creació de fòrums de debat, cicles de conferències, etc. Ha publicat diversos llibres, com Mallorca ara (1987), que va rebre un dels Premis 31 de desembre de l'OCB, o Cabrera Parc Natural (1990), i edita publicacions periòdiques d'anàlisi i reflexió teòrica, i reculls d'articles de pensament i d'actualitat. Políticament està lligada al Partit Socialista de Mallorca. El primer president va ser Sebastià Serra Busquets. En l'actualitat el director és Antoni Marimon.